# One Last Breath
One Last Breath er en single fra bandet Creed, fra deres album Weathered fra 2001.